# Nangana
Nangana is een plaats in de Australische deelstaat Victoria.